# 37 Herculis
37 Herculis (m Herculis) é uma estrela na direção da Hercules. Possui uma ascensão reta de 16h 40m 38.69s e uma declinação de +04° 13′ 11.3″. Sua magnitude aparente é igual a 5.77. Considerando sua distância de 303 anos-luz em relação à Terra, sua magnitude absoluta é igual a 0.93. Pertence à classe espectral A1V.